# 拉姆加爾烏帕齊拉
拉姆加爾乌帕齐拉是孟加拉国科格拉焦里縣的一个乌帕齐拉，位於吉大港专区的科格拉焦里縣。。

## 人口
據1991年孟加拉國人口普查，拉姆加爾共有戶數9,304戶，人口44217人。其中男性佔比53.01%，女性佔比46.99%；成年人口22,854人。該地7歲以上人口之平均識字率為29.1%，低於全國平均值（32.4%）。